# Нгуен Зу
Нгуен Зу (вьет. Nguyễn Du, 1765—1820, литературные псевдонимы — То Ньы (Tố Như) и Тхань Хьен (Thanh Hiên)) — великий вьетнамский поэт, писавший на тьы-номе. Наиболее известен как автор эпической поэмы «Стенания истерзанной души» (вьет. Đoạn Trường Tân Thanh) более известной как «Поэма о Кьеу» (вьет. Truyện Kiều) или просто «Киеу». В большинстве вьетнамских городов есть центральные улицы, названные в его честь.

## Биография

### Юность
Нгуен Зу родился в 1765 году в деревне Тьендьен (провинция Хатинь), в семье бывшего министра при Ле по имени Нгуен Нгием (Nguyễn Nghiễm). Нгуен Зу был седьмым ребёнком в семье, и, потеряв родителей к 13 годам, жил то с братом Нгуен Кханом (Nguyễn Khản), то с мужем сестры Доан Нгуен Туаном (Đoàn Nguyễn Tuấn).
В 19 лет (по другим данным — в 17) Нгуен Зу сдал экзамены и получил звание ту тай (tú tài), которое при грубом обобщении можно приравнять к степени бакалавра, хотя во времена Нгуен Зу гораздо меньше людей занимались самообразованием, а стандарты были выше.
Мать Нгуен Зу была третьей женой его отца, она была известна своими талантами в пении и сочинении стихов; она зарабатывала на жизнь пением, что считалось непрестижным.

### Зрелость
Сдав экзамены, Нгуен Зу получил пост военного атташе в императорской армии. Князья Чинь были разбиты в 1786 году Нгуеном Хюэ (средний, наиболее талантливый и популярный из братьев-тэйшонов). Нгуен Зу отказался служить тэйшонской администрации. Его арестовали и держали в заключении, а затем отправили в родную деревню. Несмотря на это, есть свидетельства тому, что Нгуен Зу ездил в гости к брату, служившему у тэйшонов.
Когда Зя Лонг подавил тэйшонское восстание и восстановил контроль над Вьетнамом в 1802 году, Нгуен Зу согласился служить при дворе, от чего отказались многие мандарины, считая, что не до́лжно служить двум династиям. Сначала Зу восстановили в должности атташе, а спустя 10 лет, в 1813 году повысили до посла в Китае. В Китае Нгуен Зу находит и переводит сказание времён династии Мин под названием «Цзинь, Юнь и Цяо» (金雲翹; вьет. Kim Vân Kiều, «Ким, Ван и Киеу»), неизвестного китайского автора, скрывшегося под псевдонимом «Цинсинь Цайжэнь» (青心才人, «Талантливый человек с молодой душой»; вьет. Thanh Tâm Tài Nhân), которое позже станет основой для «Стенаний истерзанной души». Позже Зу направили с двумя дипломатическими миссиями в Пекин, но во вторую он не попал, так как скончался от продолжительной болезни, которую отказывался лечить.

## Киеу
В Киеу Нгуен Зу высказывает критические суждения о китайской конфуцианской морали: любовной связи двоих главных героев мешает преданность героини семейной чести. Для понимания сюжета необходимо учитывать контекст создания поэмы: Зу считал себя предателем, приняв пост у Нгуенов.
«Киеу» так популярна во Вьетнаме, что даже неграмотные крестьяне могут читать её наизусть.

## Прочие работы
- «Путешествия на север» (Bắc Hành Tạp Lục),
- Điêu la thành ca giả,
- «Песнь о несчастной судьбе в Тханглонге» / «Судьба певицы в Тханглонге» (Long thành cầm giả ca / Bài ca về người gảy đàn ở Thăng Long),
- Mộng đắc thái liên,
- Nam Trung Tạp Ngâm,
- Ngẫu hứng V,
- Ngô gia Đệ cựu ca cơ,
- Thác lời trai phường nón,
- Thanh Hiên thi tập,
- Văn chiêu hồn.

Нгуен Зу писал также и на китайском языке.